# UnArt
UnArt je moravský spolek činný na území Zlínského kraje. Spolek vznikl v roce 2002 a zaměřuje se na celostní rozvoj regionu, ve kterém působí. Spolek má 4 pobočné spolky.

## Historie
Vedeni společným zájmem o rozvoj nezávislé kultury ve Slavičíně a okolí, vytvořili na konci 90. let 20. století místní hudebníci neformální sdružení, kterému v září 2001 dali název »UnArt«. Zakládající členové pak v listopadu 2002 oficiálně zaregistrovali Občanské sdružení UnArt. Prvotní záměr podporovat kulturu a vzdělávání se postupně rozvinul v širší zaměření, která zahrnuje navíc oblast technologické infrastruktury, životního prostředí, sociální oblast a spolupráci neziskových organizací.
Spolek se během svého působení rozšířil i územně - v současnosti má čtyři činné pobočky (Slavičín, Provodov, Spytihněv, Lukov). V roce 2011 spolek založil obchodní společnost UnArtel s.r.o., kterou 100% vlastní a jež zejména spravuje datovou síť spolku.
V roce 2009 se spolek stal členem Neutral czFree eXchange.

## Zaměření
- budování a správa sítě, která umožňuje členům spolku komunikaci
- zvyšování úrovně kultury, vzdělanosti, prosperity a technologické vyspělosti regionu, ve kterém spolek působí
- zlepšování kvalit životního prostředí a technologické infrastruktury regionu a jeho trvale udržitelný rozvoj
- budování a upevňování komunit na místní, národní a mezinárodní úrovni a podpora jejich vzájemného poznávání a spolupráce
- zlepšování postavení sociálně nebo zdravotně znevýhodněných jedinců ve většinové společnosti a jejich integrace do místních komunit
- zvyšování povědomí o činnosti a možnostech nestátních organizací mezi širokou veřejností.